# 俄罗斯民族统一日
俄罗斯民族统一日是俄罗斯的国家节日，在11月4日庆祝（儒略曆10月22日）。在帝国时期庆祝直至1907年，自2005年起成为俄罗斯联邦节日。节日庆祝人民起义使得波兰立陶宛联邦在1612年11月离开莫斯科，也庆祝着波俄战争和外国势力武装干涉俄罗斯的结束。这一名称表明俄罗斯社会各阶层愿意为祖国的存在而牺牲，甚至当沙皇和主教都不领导的时候。1613年沙皇米哈伊尔·罗曼诺夫创立了莫斯科解放日。这一天也是喀山圣母像的瞻禮日。

## 現象
近年来，极端民族主义以及新纳粹主义在俄罗斯开始兴起，俄罗斯民族统一日为极端分子提供了一个环境。在2005年和2006年的民族统一日上，有示威者高呼“俄罗斯人的俄罗斯”，并行新纳粹敬礼，展示纳粹卐字、反犹太主义以及排外标语。尽管时任俄罗斯总统普京以及莫斯科市长卢日科夫对此谴责，但此类排外言辞甚至被某些政治家和政府官员接受。